# NGC 4005
NGC 4005 (NGC 4007) é uma galáxia espiral (S?) localizada na direcção da constelação de Leo. Possui uma declinação de +25° 07' 20" e uma ascensão recta de 11 horas, 58 minutos e 10,0 segundos.
A galáxia NGC 4005 foi descoberta em 6 de Abril de 1785 por William Herschel.